# فرناندو تامايو تامايو
فرناندو تامايو تامايو (بالإسبانية: Fernando Tamayo Tamayo)‏ هو اقتصادي وسياسي كولومبي، ولد في 13 فبراير 1951 في كولومبيا، وتوفي في 13 أبريل 2018 في إدارة كونديناماركا في كولومبيا بسبب سرطان. حزبياً، نشط في حزب المحافظين الكولومبي. وقد انتخب عضو مجلس الشيوخ في كولومبيا.